# Xylodiplosis orientalis
Xylodiplosis orientalis är en tvåvingeart som först beskrevs av Grover 1967.  Xylodiplosis orientalis ingår i släktet Xylodiplosis och familjen gallmyggor. Inga underarter finns listade i Catalogue of Life.